# Jagdgeschwader 135
Jagdgeschwader 135 (dobesedno slovensko: Lovski polk 135; kratica JG 135) je bil lovski letalski polk (Geschwader) v sestavi nemške Luftwaffe.

## Organizacija
- štab
- I. skupina
- II. skupina[1]